# Westerlo
Westerlo város az USA New York államában, Albany megyében. Lakosainak száma 3194 fő (2020. április 1.).

## Népesség
A település népességének változása:

| 2010 | 3 361 |
| 2020 | 3 194 |